# Лазарева, Юлия Валерьевна
Ю́лия Вале́рьевна Ла́зарева (род. 11 апреля 1983, Москва) — российский юрист, игрок в «Что? Где? Когда?», трёхкратная обладательница «Хрустальной совы».

## Ранние годы
Своё имя Юлия получила в честь Юрия Гагарина. В 2000 году окончила московскую школу № 1232 и поступила в Московскую государственную юридическую академию (МГЮА). Была стипендиатом правительства Российской Федерации. В 2005 году окончила МГЮА.

## Работа
Работает директором по правовым вопросам в Kismet Capital Group. В прошлом работала в CFC Management, Российском фонде прямых инвестиций и старшим юристом Государственной корпорации «Российская корпорация нанотехнологий».
Принимала участие в различных конференциях, в частности в 2008 году по вопросам государственной политики в области коммерциализации интеллектуальной собственности как ключевого фактора модернизации научного сектора. 28 июля 2009 года приняла участие в интернет-интервью по вопросам акционерного соглашения и инновационной экономики: практики и перспективы применения.

## Что? Где? Когда?
В «Что? Где? Когда?» начала играть с 2001 года. По словам самой Лазаревой, попала туда благодаря счастливому случаю, пройдя строгий отбор. В другом своём интервью Лазарева заявляла, что её вдохновил пример 16-летней Инны Друзь, чью игру она увидела по телевизору.
1 декабря 2001 года дебютировала в составе команды новичков Клуба. Тогда её команда обыграла телезрителей со счётом 6:3, Лазарева была признана лучшим знатоком и выиграла поездку в Париж. 15 октября 2004 года также была признана лучшим игроком. 14 мая 2005 года в составе команды Валентины Голубевой была признана лучшим знатоком. Команда проиграла эту игру со счётом 6:0, выигрывая по ходу 5:4 и взяв решающий раунд. С 2007 года Лазарева играет в составе команды Балаша Касумова. 25 мая 2007 года вновь была признана лучшим знатоком, команда победила с разгромным счётом 6:1 В том же году, 9 июня, в финале, Лазарева была признана лучшим знатоком летней серии игр «Что? Где? Когда?».
25 октября 2015 года Лазарева была признана лучшим знатоком осенней серии игр «Что? Где? Когда?», в переломный момент середины игры принеся победу своей команде, и получила свою первую индивидуальную «Хрустальную сову». 30 апреля 2017 года стала трёхкратным обладателем «Хрустальной совы». Исходя из статистики, приведенной на сайте ЧГК, входит в число десяти знатоков, сыгравших наибольшее число игр в московском Клубе (единственная девушка в «десятке»).
На турнире по «Что? Где? Когда?» среди сборных телеклубов в Баку в 2008 году Лазарева была включена в состав сборной России.
Приглашалась в другие телешоу, в частности, «Блеф-клуб», «Самый умный», «Детские шалости» и «Кто хочет стать миллионером?».
23 января 2021 года вышла замуж за Эльмана Талыбова.
11 апреля 2021 года провела за столом пятидесятую игру, получила соответствующую медаль. Интересно, что юбилейная игра пришлась на день рождения.
20 октября 2023 года дебютировала в азербайджанском ЧГК в команде Эльмана Талыбова.